# Doronicum carpetanum
Doronicum carpetanum es una planta de la familia de las compuestas.

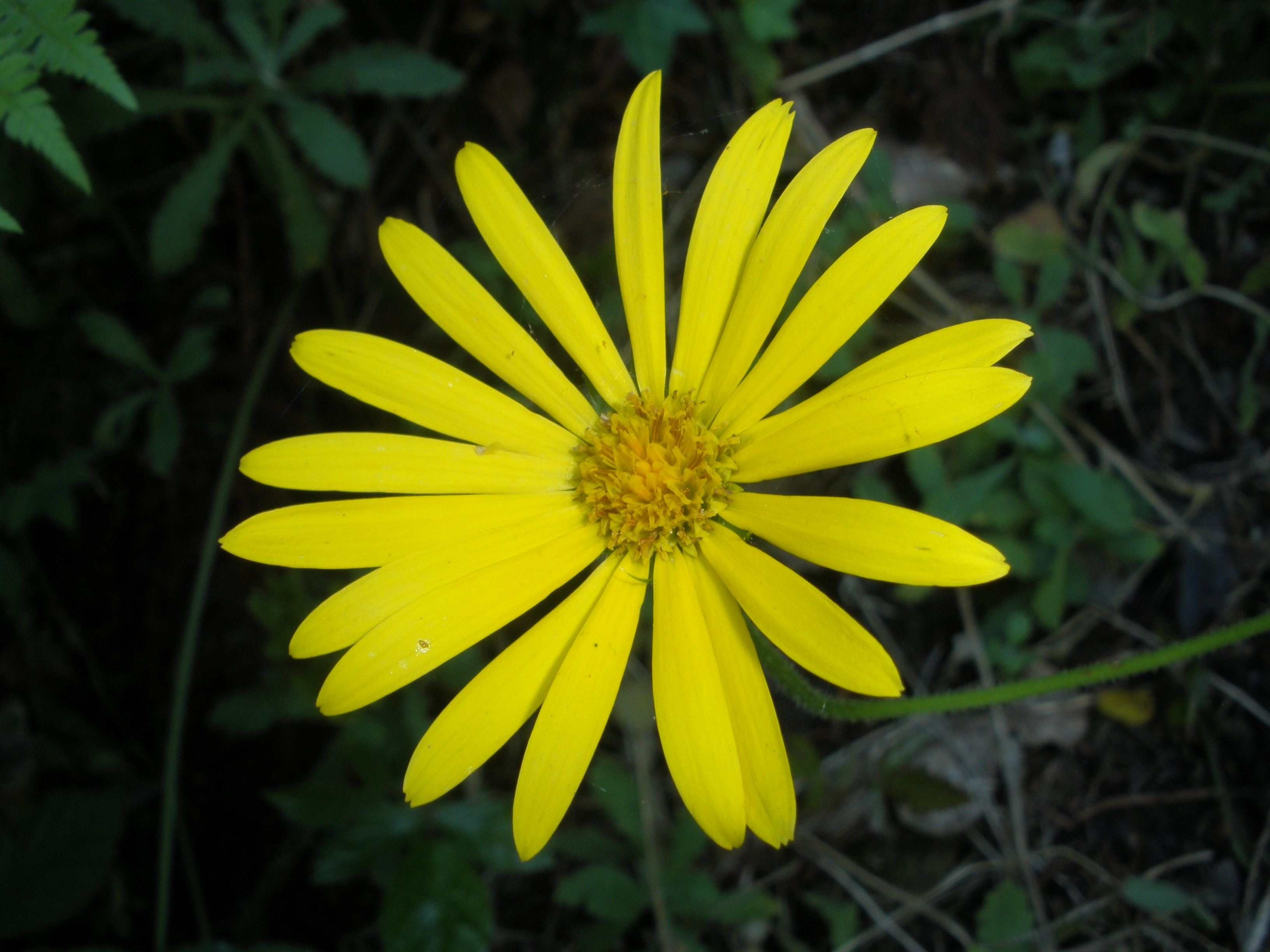
Detalle de la flor

## Descripción
Hierba perenne, a través de rizomas. Tallo erectos de (15-)30-70(-110) cm de altura. Hojas inferiores ovado-orbiculares, acorazonadas en la base, de crenado-dentadas a casi enteras, largamente pecioladas, de hasta 7 x 6  cm: hojas medias ovadas, cortamente pecioladas, hojas superiores lanceoladas, sésiles y amplexicaules. Flores dispuestas en capítulos involucrados de hasta 5 cm de diámetro; brácteas del involucro dispuestas en 2 o 3 filas, linear-lanceoladas, con numerosos pelos glandulares; flores externas liguladas, las internas tubulares, todas de color amarillo. Fruto en aquenio; vilano presente en las flores tubulares y ausente en las liguladas. Florece en primavera y verano.

## Distribución y hábitat
En España. Bastante común en los canchales de las zonas altas de Gredos. Aparece también con frecuencia entre los grandes bloques graníticos de las gargantas así como en los megaforbios, y no es raro que forme parte de cortejo florístico del los melojares.

## Taxonomía
Doronicum carpetanum fue descrita por Boiss. & Reut. ex Willk. & Lange  y publicado en Prodromus Florae Hispanicae 2: 108. 1865.
Citología
Número de cromosomas de Doronicum carpetanum (Fam. Compositae) y táxones infraespecíficos: n=30. 2n=120.
Sinonimia
- Doronicum longicaule Gand.
- Doronicum pardalianches Bourg. ex Reut. & Lange[5]
- Doronicum diazii Perez Morales & Penas
- Doronicum kuepferi R. Chacón
- Doronicum plantagineum subsp. carpetanum (Willk.) Rouy
- Doronicum pubescens Perez Morales & al.[6]